# Sanaüja
Sanaüja là một đô thị trong tỉnh Lérida, cộng đồng tự trị Cataluña Tây Ban Nha. Đô thị Sanaüja có diện tích là 33 ki-lô-mét vuông, dân số năm 2009 là 458 người với mật độ 13,88 người/km². Đô thị Sanaüja có cự ly km so với tỉnh lỵ Lérida.